# Raposa Prateada
Raposa Prateada (Silver Fox, no original) ou Kayla Silverfox é uma personagem da Marvel Comics, que foi amante do mutante Wolverine. Raposa de Prata aparece pela primeira vez em Wolverine vol. 2 # 10 e foi criado por Chris Claremont e John Buscema.

## História
Kayla Silverfox, a Raposa Prateada, era membro de uma tribo indígena conhecida como Blackfoot. Por volta de 1910 ela se apaixona pelo mutante chamado Logan e divide com ele uma cabana em uma remota comunidade no Canadá. Outro integrante dessa comunidade, chamado Dentes-de-Sabre, percebe a sua semelhança com Logan. Em um determinado momento, Dentes-de-Sabre ataca Raposa Prateada, aparentemente raptando-a e levando-a a morte.

## Outras Mídias

### Desenhos Animados
- A personagem esteve presente em X-Men: Animated Series, no episódio "Arma X, mentiras e video tape" ("Weapon X, Lies and Videotapes").

### Cinema
A personagem aparece no filme de 2009, X-Men Origins: Wolverine, interpretada pela atriz Lynn Collins. Ao contrário do fator de cura acelerado que a personagem possui (originalmente nos quadrinhos), no filme ela possui Tato-Hipnose, manipula as pessoas através do toque.